# Ryōichi Yazu

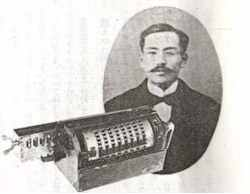
Ryōichi Yazu y su calculadora mecánica.

Ryōichi Yazu (矢頭 良一 Yazu Ryōichi?,  30 de junio 1878 – 16 de octubre 1908) fue un inventor japonés. Logró el reconocimiento mundial al crear la primera máquina calculadora de Japón.

## Nacimiento y Educación
Ryōichi Yazu nació en Buzen, Fukuoka siendo el hijo del alcalde de Iwaya. Cursó sus estudios primarios y secundarios entre su pueblo Iwaya y la ciudad de Buzen. A los 16 años tras concluir sus estudios básicos se desplazaría hasta Osaka para perseguir sus intereses en el vuelo, estudiando matemáticas e ingeniería en una escuela privada de Osaka.
Al cumplir los 22 años regresaría a Buzen para comenzar a trabajar en una tesis sobre la mecánica de los vuelos. Dos años más tarde Ryoichi Yazu enseñaría su tesis y un modelo de su calculadora en una visita al novelista y físico en el ejército Mori Ōgai.

Impresionado, Ōgai escribiría recomendaciones que permitieron a Ryoichi Yazu encabezar el equipo de investigación del Tokio Imperial College of Engineering, donde trabajó en el diseño de un avión de hélices.

## Calculadora Mecánica
En marzo de 1902 Yazu solicitaría una patente para su calculadora mecánica, denominada Yazu Arithmometer. Era una calculadora con un solo cilindro y 22 engranajes la cual era capaz realizar cálculos aritméticos de hasta 16 dígitos con un acarreo automático.
La patente fue formalizada en 1903, y una tienda fue establecida para empezar a producirla. Fueron producidas y vendidas unas 200 unidades, principalmente distribuidas en agencias del gobierno incluyendo el Ministerio de Defensa, la oficina de Estadísticas y estaciones de experimentaciones agrícolas, también se distribuyó a empresas como Nippon Railway. La calculadora era muy cara, costando unos 250 yen, unas diez veces el salario mensual de un redactor de un periódico de la época. Yazu invirtió sus ganancias en la construcción de una fábrica en la que poder construir su propio aeroplano. Sin embargo este proyecto fue abandonado debido a su muerte prematura por pleuritis a los 31 años.
Una de estas calculadoras es conservada en el Museo de literatura de la ciudad de Kitakyūshū. En 2008 la Yazu Arithmometer fue considerada como el aparato nº 30 en el Mechanical Engineering Heritage (Japan). 

## Avión
De acuerdo a la historia del ayuntamiento de Buzen, Fukuoka, el periódico West Japan informó que el avión aún en su fase de diseño debería tener las siguientes dimensiones.
- 1.6m de longitud
- 4.26m de anchura
- 6m de longitud máxima en las alas
- Un área de 28 m²
- Un peso de 6 toneladas
- Velocidad máxima de 640 km/h
- Velocidad nominal de 320 km/h
- Velocidad mínima de 4.8 km/h
- Precio: 30,000 yen

Después de la muerte de Ryōichi, su padre escribió que el prototipo del motor sólo pesaba 37.5 kg , con una potencia de 20 CV (15kW) con 30.000 rpm en el mejor de los casos. El término japonés de avión Airplane (飛行機 hikōki?) en sí como máquina voladora fue creada por Mori Ogai en marzo de 1901. Cabe destacar que la patente concedida a la calculadora mecánica en 1903 se produjo el mismo año en el que los Hermanos Wright realizaron el primer vuelo motorizado con éxito.  